# Glucósido de esteviol

Estructura molecular de un glucósido de esteviol.

Los glucósidos de esteviol son los compuestos químicos responsables del sabor dulce de las hojas de la planta sudamericana Stevia rebaudiana (Asteraceae), y son unos de los principales ingredientes o precursores de muchos sustitutos del azúcar o edulcorantes etiquetados ya sea bajo en nombre genérico de Stevia u otros nombres comerciales.
Estos compuestos también se encuentran presentes en Stevia phlebophylla (aunque no en otras especies del género Stevia),  y en la planta Rubus chingii (Rosaceae).
Los glucósidos de esteviol de la Stevia rebaudiana han sido considerados de 30 a 320 veces más dulces que la sacarosa, aunque existen algunos desacuerdos en la literatura técnica sobre esos números. Estos compuestos son estables al calor, poseen un pH estable, y no sufren de fermentación. Adicionalmente, estos no inducen respuesta glucémica en la sangre cuando son ingeridos, lo que los hace un substituto del azúcar natural muy atractivo, en especial para pacientes Diabéticos y para otras personas con dietas controladas en carbohidratos. El consumo diario aceptable para los glucósidos de esteviol ha sido establecido en 4 miligramos por kilogramo de peso corporal.

## Estructura

Estructura molecular del esteviol, se muestran los hidrógenos sustituidos en el grupo carboxilo (abajo) y el grupo hidroxilo (arriba)

Estos compuestos son, como su nombre lo indica, glucósidos de esteviol, un compuesto diterpénico. Específicamente estas moléculas pueden ser vistas como moléculas de esteviol en las cuales el átomo de hidrógeno del grupo carboxilo ha sido reemplazado por una molécula de glucosa para formar un éster, y un hidrógeno hidroxílico ha sido reemplazado con combinaciones de glucosa y ramnosa para formar un acetal.
Los glucósidos de esteviol encontrados en las hojas de S. rebaudiana, con sus respectivos porcentajes son:
- Esteviósido (5–10%)
- Rebaudiósido A (2–4% )
- Rebaudiósido  C (1–2%)
- Dulcósido A (0.5–1%)
- Rebaudiósido B
- Rebaudiósido D
- Rebaudiósido E

Los últimos tres se encuentran presentes únicamente en cantidades minúsculas, haciendo la salvedad de que se ha proclamado que el rebaudiósido B es un subproducto de la técnica de purificación. Una mezcla comercial de glucósidos de esteviol extraída de la planta contiene aproximadamente un 80% de esteviósido, 8% de rebaudiósido A, y 0.6% de rebaudiósido C.
La planta de origen chino Rubus chingii produce rubusósido, a un glucósido de esteviol que no se encuentra en Stevia.
Los esteviósidos y rebaudósidos A fueron aislados por primera vez en 1931 por los químicos franceses Bridel y Lavielle. Ambos compuestos poseen únicamente subgrupos glucosa: el esteviósido posee dos glucosas enlazadas en el sitio hidroxilo, mientras que el rebaudiósido A posee tres, siendo la glucosa ubicada al medio de la estructura la que se encuentra enlazada al esteviol.
Los primeros ensayos sensoriales proclamaban que el rebaudiósido A era de 150 a 320 veces más dulce que la sucrosa, el esteviósido de 10 a 270 veces más dulce, el rebaudiósido C de 40 a 60 veces más dulce y el dulcósido A 30 veces más dulce. Sin embargo una evaluación más reciente ha encontrado que el rebaudiósido A es unas 240 veces más dulce, y el esteviósido unas 140 veces. El rebaudiósido A además posee la menor amargura y menor sabor residual. La dulzura relativa parece variar con la concentración: una mezcla de glucósidos de esteviol en las proporciones naturales aparenta ser unas 150 veces más dulce que la sucrosa cuando se compara con una solución de sucrosa al 3%, pero solo 100 veces más dulce cuando se compara con una solución de sucrosa al 10%.

## Biosíntesis
En Stevia rebaudiana, la biosíntesis de los glucósidos ocurre en los tejidos verdes. El esteviol producido en los plástidos y en el retículo endoplasmático se glucosila y glicosila en el citoplasma siendo esta reacción catalizada por una UDP-glucosiltransferasa. El rebaudiósido A en particular, se forma a partir de esteviósido. Los glucósidos son luego almacenados en vacuolas